# موشته‌واران
موشته‌واران (نام علمی: Phylloxeroidea) نام یک بالاخانواده از راسته نیم‌بالان است.